# Baiões
Baiões is een plaats (freguesia) in de Portugese gemeente São Pedro do Sul en telt 300 inwoners (2001).